# As Virgens Suicidas
The Virgin Suicides (prt/bra: As Virgens Suicidas) é um filme estadunidense de 1999, do gênero comédia dramático-romântica, escrito e dirigido por Sofia Coppola (que estreia na direção), baseado no romance homônimo de Jeffrey Eugenides. 
É estrelado por James Woods, Kathleen Turner e Kirsten Dunst.

## Resumo
O casal Lisbon (James Woods e Kathleen Turner) vive numa cidade americana em 1974. Tem cinco filhas, Therese (Leslie Hayman), Mary (A.J. Cook), Bonnie (Chelsea Swain), Lux (Kirsten Dunst) e Cecilia (Hanna Hall). Lindas, são alvo da investida dos meninos da região, todos encantados com a aura de mistério que as rodeia, pois seus pais são extremamente repressores. No entanto, Cecilia tenta o suicídio, e, numa tentativa frustrada, seus pais tentam integrá-las à comunidade. Porém, Cecilia consegue realizar seu desejo de suicídio, atirando-se na grade debaixo da janela do quarto, durante uma festa que acontecia no porão da casa dos Lisbon. Posteriormente, Lux se envolve com o playboy Trip Fontaine (Josh Hartnett) e, durante o baile da primavera, perde a virgindade e é abandonada após a festa por ele. Esta chega em casa separada das irmãs, o que faz seus pais tomarem a decisão que faz as garotas posteriormente seguirem o destino de Cecilia. Nesse meio tempo, elas são observadas pelos inocentes garotos do bairro, que se comunicam com elas através de músicas tocadas pelo telefone. No entanto, depois de alguns meses, elas se suicidam, cada uma a seu modo.[carece de fontes?]

## Elenco
| Ator               | Personagem           |
| ------------------ | -------------------- |
| James Woods        | Ronald Lisbon        |
| Kathleen Turner    | Sara Lisbon          |
| Kirsten Dunst      | Lux Lisbon           |
| Josh Hartnett      | Trip Fontaine jovem  |
| Hanna Hall         | Cecilia Lisbon       |
| A.J. Cook          | Mary Lisbon          |
| Danny DeVito       | Dr. E.M. Horniker    |
| Dwayne Johnson     | David jack           |
| Leslie Hayman      | Therese Lisbon       |
| Chelsea Swain      | Bonnie Lisbon        |
| Michael Paré       | Trip Fontaine adulto |
| Jonathan Tucker    | Tim Winer            |
| Scott Glenn        | Padre Moody          |
| Robert Schwartzman | Paul Baldino         |
| Hayden Christensen | Jake Hill Conley     |

## Trilha sonora
A trilha sonora original foi inteiramente composta pelo duo francês Air. A trilha sonora secundária contém várias músicas da década de 70.

### Trilha sonora original
1. "Playground Love" (vocals by Gordon Tracks) – 3:32
2. "Clouds Up" – 1:30
3. "Bathroom Girl" – 2:25
4. "Cemetary Party"  – 2:36
5. "Dark Messages" – 2:28
6. "The Word 'Hurricane'" – 2:33
7. "Dirty Trip" – 6:12
8. "Highschool Lover" (theme from The Virgin Suicides) – 2:42
9. "Afternoon Sister" – 2:24
10. "Ghost Song" – 2:16
11. "Empty House" – 2:58
12. "Dead Bodies" – 2:59
13. "Suicide Underground" – 5:52

### Trilha sonora secundária
1. "Magic Man" - Heart
2. "Hello It's Me" - Todd Rundgren
3. "Everything You've Done Wrong" - Sloan
4. "Ce Matin LA" - Air
5. "The Air That I Breath" - The Hollies
6. "How Can You Mend A Broken Heart" - Al Green
7. "Alone Again (Naturally)" - Gilbert O'Sullivan
8. "I'm Not In Love" - 10cc
9. "Run to Me" - Bee Gees
10. "So Far Away" - Carole King
11. "A Dream Goes On Forever" - Todd Rundgren
12. "Crazy On You" - Heart
13. "Playground Love" (Vibraphone Version) - Air
14. "Come Sail Away" - Styx

## Prêmios
MTV Movie Awards 1999
- Venceu - Melhor diretor estreante[carece de fontes?]